# Monceau-lès-Leups
Monceau-lès-Leups är en kommun i departementet Aisne i regionen Hauts-de-France i norra Frankrike. Kommunen ligger  i kantonen La Fère som ligger i arrondissementet Laon. År 2022 hade Monceau-lès-Leups 434 invånare.

## Befolkningsutveckling
Antalet invånare i kommunen Monceau-lès-Leups
Referens: INSEE